# Златоустовская епархия
Златоу́стовская епа́рхия — епархия Русской Православной Церкви, объединяющая приходы и монастыри в западной части Челябинской области (в границах Златоустовского, Трёхгорного и Усть-Катавского городских округов, а также Ашинского, Катав-Ивановского, Кусинского и Саткинского районов). Входит в состав Челябинской митрополии.

## История

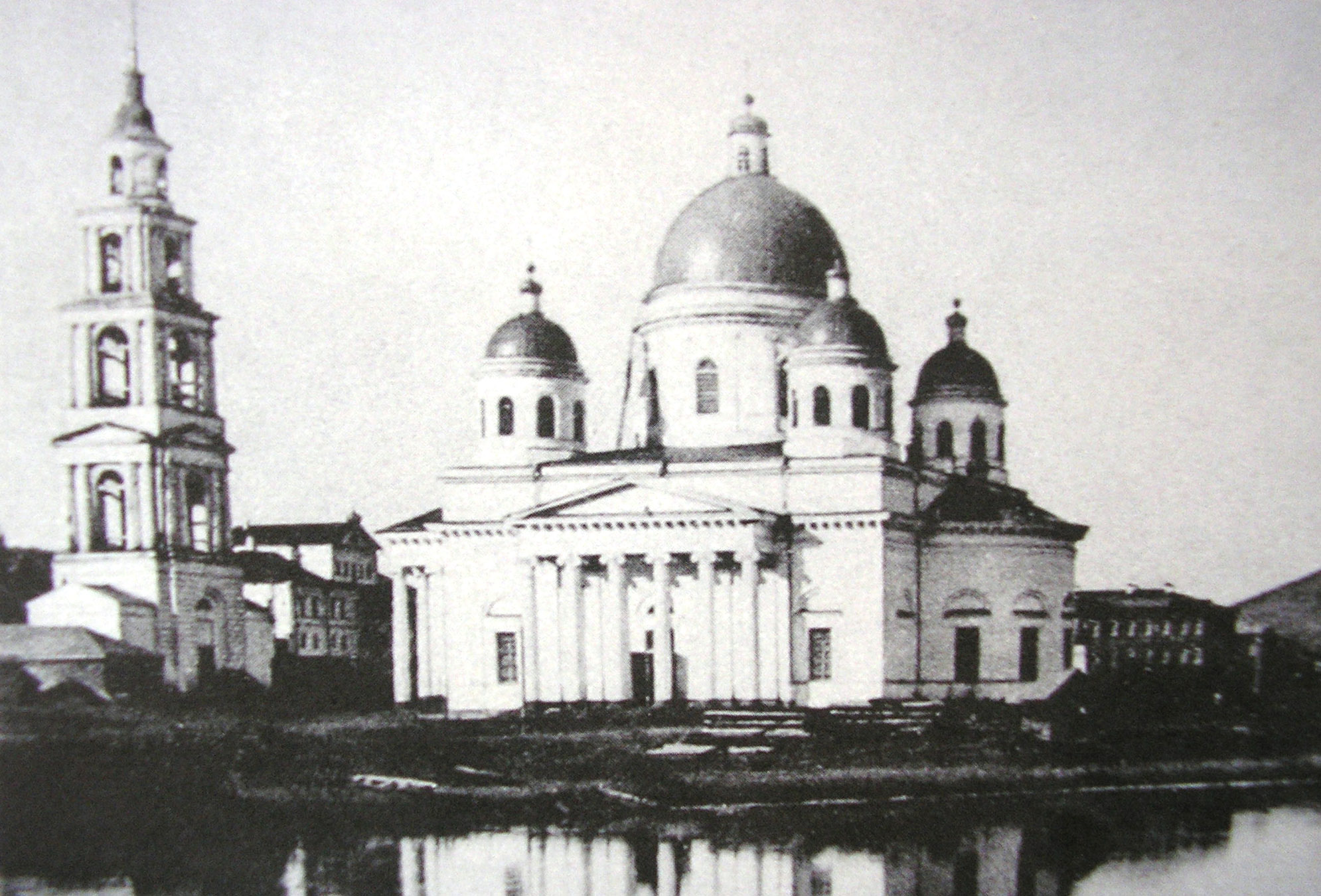
Свято-Троицкий собор в Златоусте. 1910 год

В апреле 1915 года епископ Уфимский Андрей (Ухтомский) возбудил перед Синодом третье ходатайство от Уфимской епархии об учреждении в ней викариатства. Синод указом от 30 марта 1916 года уведомил, что признает необходимым учреждение кафедры викарного епископа и предоставляет 3 тысячи рублей на её содержание, но до Февральской революции средства не были выделены. В очередном ходатайстве епископа Андрея (Ухтомского) об открытии викарной кафедры епископ Андрей сформулировал свои пожелания в отношении викария: «…1) чтобы викарный епископ Уфимской епархии был наименован Златоустовским, 2) чтобы в сан епископа Златоустовского был возведен заведующий ныне миссией Уфимской епархии, уже прекрасно познакомившийся с делами епархиального управления и миссии архимандрит Николай, 3) чтобы местопребывание викарный епископ имел в отстоящем в 3 верстах от г. Уфы Успенском мужском монастыре, который может дать для викария квартиру, стол и выезд». Наконец, 2 мая 1917 года был издан Указ Синода о создании Златоустовского викариатства и о назначении на него архимандрита Николая (Ипатова).
Резиденцией епископа епископа Николая стал Уфимский Успенский мужской монастырь. Местом пребывания Златоустовского викария не позднее весны 1918 года стал Уфимский архиерейский дом. После Февральской и Октябрьской революций деятельность Уфимской православной миссии практически прекратилась, основной обязанностью Златоустовского викария стала помощь Уфимскому архиерею в управлении епархией. Вскоре епископ Николай лишился и своей резиденции — решением властей Уфимский Успенский монастырь был превращён в артель «Свет», вскоре занят под концентрационный лагерь. Не позднее весны 1918 года его резиденцией стал Уфимский архиерейский дом.
В августе — сентябре 1918 года епископы Андрей (Ухтомский) и Николай (Ипатов) провели первое епархиальное собрание в соответствии с Положением, утверждённым Поместным Собором 1917—1918 годов. Выполняя соборное «Определение о викарных епископах», согласно которому расширялись полномочия викариев, обязанных теперь управлять частями епархии «под общим руководством епархиального архиерея… на правах самостоятельных епископов» и иметь пребывание в городах, по которым титулуются, епископ Андрей в августе 1918 года передал все дела по Златоустовскому уезду епископу Николаю.
17 августа 1922 года Постановлением ВЦИК 7 из 20 волостей бывшего Златоустовского уезда отошли от Башкирской АССР к Челябинской губернии в качестве Златоустовского уезда, тем самым территория викариатства оказалась поделенной между 2 гражданскими административно-территориальными образованиями. Впрочем, в тот момент не произошло переподчинение Челябинской епархии Златоустовского викариатства. Епископ Николай продолжал тяготеть к Уфимской кафедре.
3 ноября 1923 года Челябинская, Екатеринбургская, Пермская и Тюменская губернии были объединены в Уральскую область, которую разделили на 15 округов, одним из которых был Златоустовский.
В ноябре 1922 года прибывший в Уфу епископ Андрей (Ухтомский) инициировал временную автокефалию Уфимской епархии «до восстановления законной высшей церковной власти», вернее той её части, которая отказалась признавать обновленчество. Одновременно епископ Андрей усвоил Златоустовскому викариатству самостоятельный статус, то есть фактически речь шла об образовании полусамостоятельной Златоустовской епархии.
В 1920-е годы положение православных в Златоустовском округе было достаточно прочным. По сведениям Златоустовского окротдела ОГПУ от 17 апреля 1926 года, при перерегистрации религиозных общин Златоуста в списки прихожан 5 городских церквей (Никольской, Симеоновской, Петропавловской, Иоанно-Предтеченской и Свято-Троицкой единоверческой) и Свято-Троицкого собора свои имена внесли более 12 тысяч верующих. Несмотря на массовые антирелигиозные кампании и административные преграды, православные Златоуста по-прежнему проводили крестные ходы; намереваясь праздновать в 1926 году Пасху, испрашивали у окружного исполкома разрешение «по примеру прежних лет на пушечную стрельбу (салют) в первый день Пасхи» (им было отказано).
27 декабря 1928 года определением Заместителя Патриаршего Местоблюстителя митрополита Нижегородского Сергия (Страгородского) и Временного Патриаршего Синода при нём учреждались церковные округа в соответствии с новым гражданским административно-территориальным делением страны на области и округа. Златоустовское викариатство, сохраняя статус полусамостоятельной епархии, вошло в Свердловскую церковную область, правящий архиерей которой, в соответствии с определением, получил полномочия областного архиерея.
28 марта 1934 года вышел указ Заместителя Патриаршего Местоблюстителя митрополита Сергия и Временного Патриаршего Священного Синода при нём о перераспределении границ уральских епархий. Весной того же года архиепископ Свердловский и Ирбитский Макарий (Звёздов) передал 167 «тихоновских» приходов в Челябинскую церковную область, которая была разделена на 3 епархии: Челябинскую (95 приходов), Курганскую (40 приходов) и Златоустовскую (32 прихода).
В середине 1930-х годов кафедра была упразднена; приходы перешли в ведение Челябинского архиерея. С упразднением Челябинской епархии её территория была отнесена к Омской. С началом возрождения церковной жизни осенью 1943 года до восстановления самостоятельности Челябинской епархии в 1947 году территория нынешней Златоустовской епархии относилась к Свердловской епархии.
27 декабря 2016 года решением Священного Синода из состава Челябинской епархии была выделена новообразованная Златоустовская епархия с включением её в состав Челябинской митрополии, а правящему архиерею Златоустовской епархии определено иметь титул «Златоустовский и Саткинский».

## Архиереи
Златоустовское викариатство Уфимской епархии
- 28 мая 1917 — март 1923, 30 сентября 1924 — 16 сентября 1927 — Николай (Ипатов)
- 29 сентября 1927 — 30 июля 1928 — Павел (Введенский)
- 8 октября — 27 декабря 1928 — Симеон (Михайлов)

Златоустовское викариатство Свердловской епархии
- 27 декабря 1928 — 25 июня 1931 — Симеон (Михайлов)
- 25 сентября 1931 — 23 октября 1932 — Александр (Раевский)
- 23 октября 1932 — 27 марта 1934 — Киприан (Комаровский)
- 9 апреля — 5 сентября 1934 — Варлаам (Козуля)
- Георгий (Анисимов) (1934—1937) ?

Златоустовская епархия
- 3 января 2017 — 11 октября 2023 — Викентий (Брылеев)
- 11 октября 2023 — 15 мая 2025 — Петр (Дмитриев)[4]
- с 15 мая 2025 — Алексий (Орлов) в/у, митрополит Челябинский

## Благочиния
По состоянию на октябрь 2022 года епархия разделена на 6 церковных округов:
- Ашинское благочиние;
- Златоустовское благочиние;
- Катав-Ивановское благочиние;
- Кусинское благочиние;
- Саткинское благочиние;
- Трехгорное благочиние.

## Монастыри
- Свято-Воскресенский монастырь (мужской; деревня Иструть, Саткинский район).